# 定款
定款（ていかん）とは、法人の目的・組織・活動・構成員・業務執行などについての基本規約・基本規則そのもの（実質的意義の定款）、およびその内容を紙や電子媒体に記録したもの（形式的意義の定款）のこと。

## 日本法における定款
日本法の場合、会社から一般社団法人や一般財団法人、特殊法人（日本銀行・日本放送協会等）に至るまで根本規則は定款と呼ばれる。かつての財団法人においては根本規則は「寄附行為」といったが、2008年12月の一般社団・財団法人法の施行以降は「定款」に統一されている。ただし、私立学校法の学校法人など根本規則が「寄附行為」となっている法人もある（私立学校法30条など）。また、宗教法人法の宗教法人のように「規則」となっている法人もある（宗教法人法12条など）。
定款の記載事項には以下の分類がある。
絶対的記載事項
法律の規定によって、定款に必ず記載しなければならない事項。これらが記載されていない場合は定款自体が無効となる。
相対的記載事項
法律の規定によって、定款に記載しなければ効力を持たないこととされている事項。定款に記載しなくても定款全体の有効性には影響しない。単に、当該事項が効力を有しないだけである。
任意的記載事項
定款へ記載しなくとも定款自体の効力には影響せず、かつ、定款外においても定めることができる事項。重要な事項について事を明確にする目的などで定款で定めることが多い。定款に記載することによって、定款変更の手続きによらなければ変更できなくなるため、変更を容易にできないようにすることができる。法律の規定に違反しない限り認められる。
民法に基づいて設立された社団法人（民法法人）については、この分類のうち任意的記載事項や相対的記載事項に関する条文が無かったため、その有効性等に学問上、疑義があった（ただし、判例は任意的記載事項の有効性は認めていた。）。しかし、民法の「法人」に関する規定は、2008年12月1日をもって廃止され、一般社団法人及び一般財団法人に関する法律（以下「一般法人法」という。）に改組されるに当たり、同法12条によって、一般社団法人ないし公益社団法人（≒現行法の民法法人）の定款にも任意的記載事項及び相対的記載事項が認められる事が明文化された。一方、会社法上の法人については、最初から上記の三つの記載事項の存在が予定されている条文がある（会社法29条、577条）。
| 絶対的記載事項                                                      | 社団法人（民法） | 一般社団法人 | 合名会社 | 合資会社 | 合同会社 | 株式会社 |
| ------------------------------------------------------------------- | ---------------- | ------------ | -------- | -------- | -------- | -------- |
| 目的                                                                | ○                | ○            | ○        | ○        | ○        | ○        |
| 名称又は商号                                                        | ○                | ○            | ○        | ○        | ○        | ○        |
| 主たる事務所又は 本店の所在地                                       | ○                | ○            | ○        | ○        | ○        | ○        |
| 社員の氏名又は名称及び住所 及び 各社員の責任の限度に関する規定[1]。 | ×                | ×            | ○        | ○        | ○        | ×        |
| 社員の出資の目的 及びその価額又は評価の標準                         | ×                | ×            | ○        | ○        | ○        | ×        |
| 発起人又は設立時社員 の氏名又は名称及び住所                         | ×                | ○            | ×        | ×        | ×        | ○        |
| 設立に際して出資される財産 の価額又はその最低額                     | ×                | ×            | ×        | ×        | ×        | ○        |
| 発行可能株式総数                                                    | ×                | ×            | ×        | ×        | ×        | ○        |
| 公告方法 及び事業年度                                               | ×                | ○            | ×[2]     | ×[2]     | ×[2]     | ×[2]     |
| 資産に関する規定 理事の任免に関する規定                             | ○                | ×            | ×        | ×        | ×        | ×        |
| 社員の資格の得喪に関する規定                                        | ○                | ○            | ×        | ×        | ×        | ×        |

（注意）
1. 1 「各社員の責任の限度に関する規定」とは、合名会社は「社員の全部を無限責任とする旨」、合資会社は「社員の一部を無限責任社員とし、そのほかの社員を有限責任社員にする旨」、合同会社は「社員の全部を有限責任とする旨」の規定のことをいう。
2. a b c d 任意的記載事項である。しかし会社の公告方法は定款に記載のない場合には官報によってすると定めたものと擬制される。

以下では、会社法上の会社と一般社団・財団法人法上の一般社団法人・一般財団法人を例に説明する。

### 会社法
この節では、会社法は条数のみ記載する。

#### 会社の定款

##### 定款の意義
定款の意義については、商法学上、商事自治法の一種であるとし、旧商法68条が他の法源と並べて定款を挙げている事、作成後に加入した社員をも拘束する事等から、「法源」の一種としての性質を認める学説が存在する また自治法規としての性質を認める学説が存在する他、また定款の作成は法律行為の一種合同行為であるとされる。

##### 定款自治
会社法に株式会社の定款の変更（改正）は株主総会の特別決議に拠る（会社法466条、309条2項11号）と規定されているが、株主総会の決議は定款自治（ていかんじち）と説明されている。また株主民主主義と言われる事もある。株主総会の決議そのものが物理的に不存在である場合や、手続きや決議内容に瑕疵のある定款変更は、株主総会決議の瑕疵を主張する（不存在確認の訴え（830条1項、834条16号）、株主総会決議無効確認の訴え（830条2項、834条16号）、株主総会決議取消しの訴え（831条1項、834条17号）の各種訴えにより、無効や取消となる。

##### 電子定款
設立時に作成される定款の原本（株式会社、合名会社、合資会社、合同会社、相互会社に限る）は、印紙税法により課税文書とされ、収入印紙を貼付なければならない。しかし、当該原本を電子文書で作成した場合、同法による文書には該当しないとされていることから、4万円の節税となる。
2004年3月1日より紙で作成した定款だけでなく、電子（PDFなど）で作成した定款でも、認証を受けられるようになった。
従来、電子定款の認証を行うことができる公証人の数が少なく、設立する県によっては電子定款によるメリットを受けることができないという問題点があったが、2007年4月、ようやく全都道府県での利用ができるようになった。

#### 定款の作成
発起人や設立時社員など、法人を設立しようとする者が作成し署名又は記名捺印する（一般社団・財団法人法10条・152条、会社法26条1項）。

#### 定款記載事項

##### 株式会社の定款記載事項
- 絶対的記載事項（27条）
  1. 目的
  2. 商号
  3. 本店の所在地
  4. 設立に際して出資される財産の価格又はその最低額
  5. 発起人の氏名又は名称及び住所
  6. 発行可能株式総数[注釈 1]（37条）。

- 相対的記載事項（主なもの）
  - 変態設立事項（28条）:原始定款に記載しなければ効力はない。
    1. 現物出資
    2. 財産引受
株式会社の成立後に譲り受けることを約した財産及びその価額並びにその譲渡人の氏名又は名称
    3. 発起人の報酬と特別利益
    4. 設立費用
    5. 種類株式（108条）

  - 株式の内容（107条2項、108条2項）
  - 公開会社でない株式会社において、105条1項各号に掲げる権利について株主ごとに異なる取扱いを行う旨（109条2項）
  - 株主名簿管理人を置く旨（123条）
  - 相対取引による自己株取得の際に、株主の請求権の規定（160条2項3項）を適用しない旨の規定（164条2項）
  - 取締役会設置会社で、市場取引等により自己株式を取得することを取締役会の決議によって定めること（165条）
  - 単元未満株式についての権利の制限（189条2項）
  - 取締役会設置会社以外の会社で株式割当ての事項を取締役の決定によって定めることができる旨の定め（202条）
  - 株券を発行する旨の定め（214条）
  - 株主総会決議の定足数等の変更に関する規定（309条）
  - 公開会社でない会社の、取締役が株主でなければならない旨の定め（331条）。
  - 取締役・監査役の任期の変更に関する規定[注釈 2]（332条1項・2項 336条2項・3項）
  - 累積投票制度の排除規定（342条1項）
  - 取締役が、業務を執行しない旨の定め（348条）。
  - 代表取締役その他株式会社を代表する者の定め、又は定める方法（349条1項、3項）
  - 取締役会を招集する取締役の定め（366条）。
  - 取締役会の招集通知の期間の短縮に関する規定（368条1項）
  - 取締役会の定足数・決議要件の加重に関する規定（369条1項）
  - 取締役会の決議の省略（370条）
  - 非公開会社の、監査役の監査の範囲を会計に関するものに限定する旨の定め（398条）。
  - 役員等の株式会社に対する損害賠償責任の取締役等による免除の定め（426条）。
  - 会計監査人との責任限定契約の定め（427条）。
  - 剰余金の配当等の事項の決定を取締役会に授権する定款の定めがある場合に、株主総会ではその事項の決議を排除する規定（459条等）
  - 会社の解散の訴えの議決権の割合（833条）
  - 会社の公告方法の定め（939条）。

- 任意的記載事項（主なもの）
  - 定時株主総会の招集時期に関する規定
  - 基準日（124条）
  - 事業年度に関する規定
  - 取締役、監査役の数
  - 種類株式
  - 配当金に関する事項

##### 持分会社の定款記載事項
- 絶対的記載事項（576条）
  1. 目的
  2. 商号
  3. 本店の所在地
  4. 社員の氏名又は名称及び住所
  5. 社員が無限責任社員又は有限責任社員のいずれであるかの別
  6. 社員の出資の目的（有限責任社員にあっては、金銭等に限る。）及びその価額又は評価の標準

- 相対的記載事項
  - 業務を執行する社員の定め（591条）
  - 定款変更の定め（637条）

#### 定款の成立
株式会社の場合には会社法30条が「公証人の認証を受けなければ、その効力を生じない」と定めており、公証人による定款の認証作業が必要となる。これに対して、持分会社の場合は、公証人の認証は必要はなく、設立時社員全員の署名又は記名捺印があればよい。

#### 定款の変更

##### 株式会社の定款の変更
原則として特別決議を要する（会社法466条、309条2項11号）。
以下の例外がある。
- 株式の分割の際の発行可能株式総数（184条）
- 単元株式数の変更（195条）

##### 持分会社の定款の変更
定款に別段の定めがある場合を除き、総社員の同意を要する（637条）。
以下の例外がある。
- 退社に伴う定款のみなし変更（610条）
- 合資会社の社員の退社による定款のみなし変更（639条）

### 一般法人法
この節では、一般社団法人及び一般財団法人に関する法律（一般社団・財団法人法、一般法人法）は条数のみ記載する。

#### 定款の作成
設立時社員など法人を設立しようとする者が作成し署名又は記名捺印する（一般社団・財団法人法10条・152条1項）。
なお、一般財団法人の場合、設立者は、遺言で設立する意思を表示することもできる。この場合においては、遺言執行者は、当該遺言の効力が生じた後、遅滞なく、当該遺言で定めた事項を記載した定款を作成し、これに署名し、又は記名押印しなければならない（一般社団・財団法人法第152条2項）。

#### 定款記載事項

##### 一般社団法人の定款記載事項
- 絶対的記載事項（一般法人法11条）
  1. 目的
  2. 名称
  3. 主たる事務所の所在地
  4. 設立時社員の氏名又は名称及び住所
  5. 社員の資格の得喪に関する規定
  6. 公告方法
  7. 事業年度

- 相対的記載事項（一般法人法12条他主なもの）
  - 社員の議決権に関する別段の定め（一般法人法17条）
  - 社員提案権の請求期間に関する別段の定め（一般法人法43条）
  - 理事会・監事・会計監査人の設置（一般法人法60条）
  - 理事による免除に関する規定（一般法人法114条）
  - 責任限定契約（一般法人法115条）

- 任意的記載事項（一般法人法12条）
  - 社員に剰余金又は財産の分配を受ける権利を与える旨の定款の定め、決議、一般社団法人の行為は効力を有しない（一般法人法13条他）（無益的記載事項）。

##### 一般財団法人の定款記載事項
- 絶対的記載事項（一般法人法153条）

1. 目的
2. 名称
3. 主たる事務所の所在地
4. 設立者の氏名又は名称及び住所
5. 設立に際して設立者（設立者が二人以上あるときは、各設立者）が拠出をする財産及びその価額
6. 設立時評議員、設立時理事及び設立時監事の選任に関する事項
7. 設立しようとする一般財団法人が会計監査人設置一般財団法人であるときは、設立時会計監査人の選任に関する事項
8. 評議員の選任及び解任の方法
9. 公告方法
10. 事業年度

- 相対的記載事項

- 任意的記載事項（一般法人法154条）
一般財団法人の定款には、この法律の規定により定款の定めがなければその効力を生じない事項及びその他の事項でこの法律の規定に違反しないものを記載し、又は記録することができる。

#### 定款の成立
一般社団法人・一般財団法人については一般法人法13条・155条が「公証人の認証を受けなければ、その効力を生じない」と定めており、公証人による定款の認証作業が必要となる。

#### 定款の変更

##### 一般社団法人の定款の変更
社員総会において、総社員の半数以上であって、総社員の議決権の3分の2以上の賛成が必要（一般法人法49条、146条）。
なお、旧社団法人（民法旧規定）では総社員の4分の3以上の同意が必要とされ（民法38条。定款に別段の定めができる）、主務官庁の許可を受けなければ効力を生じないとされていた。
しかし、公益法人制度改革関連3法では、公益法人の定款変更に関して、行政庁が裁量権を働かせない事が原則とされ、実質的に定款変更の要件が緩和された事から、一般社団法人は、定款変更の際に主務官庁の許可等は要しないものとされ、公益認定により公益社団法人となった後も「主務官庁の許可」は原則的に必要とせず、ただ定款変更決議後、行政庁への届出をすればよいことになった。ただし、公益事業の質的又は量的変更を来たす定款変更は、今まで通り「主務官庁の許可」が必要とされていることに注意を要する（公益社団法人及び公益財団法人の認定等に関する法律11条、13条）。

##### 一般財団法人の定款の変更
評議員会において、変更できる。ただし、法人の目的と評議員の選任・解任の方法については、定款に定めがある場合か、予見不可能な事情の変更があって裁判所の許可を得た場合以外は、評議員会においても変更できない（一般法人法200条）。

### 特定非営利活動法人
特定非営利活動促進法の特定非営利活動法人（NPO法人）の絶対的記載事項は次の事項である（特定非営利活動促進法11条1項）。
1. 目的
2. 名称
3. その行う特定非営利活動の種類及び当該特定非営利活動に係る事業の種類
4. 主たる事務所及びその他の事務所の所在地
5. 社員の資格の得喪に関する事項
6. 役員に関する事項
7. 会議に関する事項
8. 資産に関する事項
9. 会計に関する事項
10. 事業年度
11. その他の事業を行う場合には、その種類その他当該その他の事業に関する事項
12. 解散に関する事項
13. 定款の変更に関する事項
14. 公告の方法

このほか設立当初の役員は定款で定めなければならない（特定非営利活動促進法11条2項）。

## 他の法域の会社の基本規約
以下の法域ではMemorandum of AssociationやArticles of Associationなど複数の態様の基本規約が存在し、特にArticles of Associationは法域によって意味も日本語訳も異なる。

### イギリス
イギリスでは1985年会社法によりMemorandum of Association（基本定款）とArticles of Association（通常定款）の2つの基本規約を定めることとされた。なお、イギリスにおけるArticles of Associationは日本語訳では「通常定款」と訳されている（アメリカのArticles of Associationとは日本語訳が異なる）。

### インド等
インドなどでは会社の基本規約としてMemorandum of AssociationとArticles of Associationの2つがある。これらの国のMemorandum of Associationは「基本定款」、Articles of Associationは「付属定款」と訳されている。

### アメリカ
アメリカ合衆国のArticles of AssociationはArticles of incorporationと同義であり、米国法のArticles of Associationは日本語訳では「基本定款」と訳される（イギリスのArticles of Associationとは日本語訳が異なる）。